# Habib Chartouni
Habib Chartouni (né le 24 avril 1958 à Chartoun), est un militant libanais membre du Parti social nationaliste syrien (PSNS) depuis 1977, et le poseur de la bombe qui a tué le président libanais Bachir Gemayel, le 14 septembre 1982.

## Les débuts de la vie
Habib Tanious Shartouni, chrétien maronite, est né dans un petit village appelé (en arabe : شرتون) Chartoun à Aley, au Mont-Liban. Au début des années 1970, quelques années seulement avant le début de la guerre civile, il a été inspiré par le Parti social nationaliste syrien (PSNS) et s'y est affilié. Lorsque la guerre civile libanaise a éclaté, il s'est porté volontaire pour servir dans l'une des stations du PSNS à Aley.
Quelques mois plus tard, ses parents lui conseillent de fuir le Liban pour se rendre à Chypre, puis en France, où il suit des cours à l'université de Paris et obtient un diplôme en commerce. Il passe sa première année à Paris loin de la politique, jusqu'à la fin de l'été 1977, date à laquelle il rejoint officiellement le SSNP lors de sa première visite au Liban et en devient un membre actif depuis lors.

## Assassinat de Gemayel
Habib Chartouni, criminel jugé coupable 35 ans après son crime, de confession maronite, vivait à Achrafieh à Beyrouth, dans l'immeuble où se trouvait le quartier général des Phalanges libanaises, juste au-dessus. Il avait de bonnes relations avec les membres du parti.
Avec l’aide de Nabil Alam, un autre membre du PSNS, il aurait préparé l'assassinat de Bashir Gemayel, jugé trop proche des Israéliens.
Le 14 septembre 1982, soit le 23e jour après l'élection de Bashir Gemayel et 9 jours avant que celui-ci devienne officiellement président, Bashir Gemayel était réuni avec une centaine de hauts-responsables des Forces libanaises dans son QG à 16h. À 16h10, une très forte explosion détruit le bâtiment ; on estime la charge à 200 kg de TNT. La bombe tue Gemayel et 26 autres personnes présentes dans le QG (quartier général). Deux jours plus tard a lieu le massacre de Sabra et Chatila.

## Chartouni aujourd’hui
Habib Chartouni est libéré de la prison de Roumieh en 1990 par les forces armées syriennes. Contrairement à Samir Geagea, il n'a pas été amnistié.
Lors d’un meeting de solidarité à Chartouni et Alam, Ali Hamiyé a été emprisonné pour avoir déclaré qu'Habib Chartouni était un héros du Liban.